# Cithaeronidae
Cithaeronidae – rodzina pająków z infrarzędu Araneomorphae i nadrodziny Gnaphosoidea. 
Takson ten wprowadzony został w 1893 roku przez E. Simona jako podrodzina, a do rangi rodziny wyniesiony został w 1938 przez Caporiacco. Należą tu tylko dwa rodzaje: monotypowy Inthaeron Platnick, 1991 i obejmujący 7 opisanych gatunków Cithaeron O. Pickard-Cambridge, 1872. Rodzinę tę zalicza się do "niższych" przedstawicieli Gnaphosoidea. Wyniki analizy filogenetycznej Platnicka wskazują, że stanowi ona grupę siostrzaną dla Ammoxenidae, ale wsparcie dla tej hipotezy jest bardzo słabe – wspólną cechą jest zanik wąskiego obrzeżenia tyłu karapaksu.
Podobnie jak inne niższe Gnaphosoidea, pająki te zachowały dystalny człon przednio-bocznych kądziołków przędnych. Charakteryzuje je jednak pseudoczłonowanie stóp, które wyróżnia je od pozostałych przedstawicieli "niższych" Gnaphosoidea. Ponadto od Ammoxenidae odróżniają się one niezredukowanymi pazurkami nogogłaszczków samic, a od Gallieniellidae czy Trochanteriidae niewydłużonymi kłami jadowymi.
Rodzina ta jest kosmopolityczna, ale w Europie, Australii i Amerykach występuje tylko C. praedonius. Pozostałe gatunki znane są tylko z Afryki lub Indii.